# Cavite (prowincja)

Prowincja Cavite na mapie Filipin

Cavite – prowincja na Filipinach w regionie CALABARZON, położona w środkowej części wyspy Luzon.
Od północy granicę wyznacza Zatoka Manilska oraz kompleks miejski Metro Manila, od wschodu jezioro Laguna de Bay oraz prowincja Laguna, od południa i zachodu prowincja Batangas. Powierzchnia: 1512,41 km². Liczba ludności: 2 856 765 mieszkańców (2007). Gęstość zaludnienia wynosi 1888,9 mieszk./km². Stolicą prowincji jest Imus.